# Pallbearer (ban nhạc)
Pallbearer là một ban nhạc doom metal từ Little Rock, Arkansas, Hoa Kỳ, thành lập năm 2008.

## Lịch sử
Họ phát hành một bản demo ba bài hát năm 2010, và phát hành album phòng thu đầu tay Sorrow and Extinction năm 2012. Sorrow and Extinction được trao Best New Music bởi trang web Pitchfork và nằm trong danh sách những album hay nhất năm bởi Spin và NPR. Album phòng thu thứ hai, Foundations of Burden, cũng được Pitchfork trao Best New Music.

## Thành viên
- Brett Campbell - hát, guitar
- Devin Holt - guitar
- Joseph D. Rowland - bass
- Mark Lierly - trống

### Thành viên cũ
- Zach Stine - trống (2009-2011)
- Chuck Schaaf - trống (2011-2012)
- David Dobbs - trống (2008-2009)

## Đĩa nhạc

### Album phòng thu
- Sorrow and Extinction (Profound Lore Records, 2012)
- Foundations of Burden (Profound Lore Records, 2014)

### EP
- 2010 Demo (2010)

### Đĩa đơn
- Fear and Fury (2015)